# Santuario dei Santi Cosma e Damiano (Borghetto d'Arroscia)
Il santuario dei Santi Cosma e Damiano è luogo di culto cattolico situato nella frazione di Gavenola nel comune di Borghetto d'Arroscia, in provincia di Imperia. L'edificio è ubicato sul colle di San Cosimo ad un'altezza di 1069 metri sul livello del mare.

## Storia e descrizione
Costruito nel XIX secolo su un pilone preesistente del XVII secolo presso Gavenola si trova sull'omonimo colle a 1069 m s.l.m., da sempre via di comunicazione fra la valle Arroscia, e quindi anche Albenga, con il Piemonte (val Pennavaira, zona meridionale del Monregalese).
È oggetto di una devozione locale molto sentita in valle Arroscia, in val Pennavaira e nell'alta valle Tanaro.
Alla fine degli anni cinquanta, per volere dell'arciprete canonico Luigi Ghersi, fu decisa la costruzione di una fabbrica ad uso "casa del pellegrino", oltre all'ammodernamento delle preesistenti logge, peculiarità del santuario.